# Eunidia plagiata
Eunidia plagiata är en skalbaggsart som beskrevs av Charles Joseph Gahan 1898. Eunidia plagiata ingår i släktet Eunidia och familjen långhorningar.
Artens utbredningsområde är:
- Botswana.
- Kenya.
- Moçambique.
- Zimbabwe.

Inga underarter finns listade i Catalogue of Life.